# ロドリゴ・チャベス・ロブレス
ロドリゴ・アルベルト・デ・ヘスス・チャベス・ロブレス（スペイン語: Rodrigo Alberto de Jesús Chaves Robles、1961年6月10日 - ）は、コスタリカの経済学者、政治家。2022年5月8日より大統領（第48代）を務めている。社会民主進歩党（PSD）所属。カルロス・アルバラード・ケサダ大統領のもとで2019年から2020年まで財務大臣を務めた。2022年4月5日に大統領選挙の決選投票で対立候補のホセ・マリア・フィゲレス・オルセン元大統領を破り当選した。

## 経歴
1961年、サンホセのカルメン地区で誕生。オハイオ州立大学で経済学の博士号を取得した。27年間、世界銀行の職員としてアメリカとヨーロッパ、アジアを渡り、最終的に世界銀行のインドネシア担当局長を務めた。
2019年にはカルロス・アルバラード大統領の任命により、財務大臣に就任。2020年2月に彼は議会に公共機関の余剰金を債務返済に充てるという法案を提出した。同年4月23日にはコスタリカ社会保障基金の局長であるマリオ・デバンダスから中央銀行の理事会で「財務問題を解決するために何も出来てない」と非難された。彼は非難に対して、「国は単一の機関に不均衡な金額を捧げるべきではなく、すべての家族、企業、機関と公平でバランスが取れなければならない」と述べた。同年5月には虫垂炎の手術で執務不能となる。 5月28日には「和解しきれない不和」があったとして、大統領の要請を受け、辞任。
2021年7月、社会民主進歩党の支援の下で大統領選挙に立候補。2022年4月3日にホセ＝マリア・フィゲーレス＝オルセン元大統領との直接対戦となり、47.2%対52.8%で当選し、5月8日に就任。国内は親ロシア派グループContiからサイバー攻撃を受けたため、就任直後に非常事態宣言を発令した。
2026年議会選挙への立候補が取り沙汰され、その資格を得るために2025年7月31日までに大統領を辞任するかどうかが注目されたが、やはり議会選挙への立候補を目指すステファン・ブルナー第一副大統領、ノグイ・アコスタ・ハエン(Nogui Acosta Jaén)財務相ら7閣僚が31日までに辞任する中、ロブレス自身は7月30日に辞任を否定し任期を全うする意向を表明した。

## 私生活
娘が2人いる。現在の妻であるシグネ・ゼイケートはラトビア出身で、2015年に結婚。ゼイケートとの間にイザベラという娘を儲けた。